# Tamar (Vorname)
Tamar ist ein weiblicher Vorname.

## Herkunft und Bedeutung
Beim Namen Tamar handelt es sich um eine Transkription des hebräischen Namens תָּמָר tāmār. Der Name bedeutet „Dattelpalme“.

## Verbreitung
Bereits im Alten Testament finden sich drei Frauen mit Namen Tamar: die Schwiegertochter Judas (Gen 38,6  u. ö.), die Tochter Davids (2 Sam 13,1  u. ö.) und die Tochter Abschaloms (2 Sam 14,27 ).
Heute ist der Name vor allem in Georgien und Israel verbreitet. In Israel hat er sich in der Top-3 der Mädchennamen etabliert, im Jahr 2020 stand er zum fünften Mal in Folge an der Spitze der Vornamenscharts. In den Niederlanden wurde der Name seit den 1970er Jahren vergeben und war insbesondere in den 2000er Jahren beliebt, war jedoch nie besonders verbreitet.

## Varianten
Im Hebräischen wird der Name תָּמָר tāmār geschrieben. Eine weitere Transkriptionsmöglichkeit lautet Thamar. Im Georgischen wird der Name mit თამარ Tamar wiedergegeben. Die ungarische Namensvariante ist Támár.
Für weitere Varianten: siehe Tamara

## Namensträgerinnen

### Biblischer Name
- Tamar, Schwiegertochter des Juda
- Tamar, Tochter Davids
- Tamar, Tochter Absaloms

### Einname
- König Tamar (1160–1213), georgische Königin

### Vorname
Tamar / Thamar
- Tamar Abakelia (1905–1953), georgische Bildhauerin, Malerin, Bühnen- und Kostümbildnerin
- Tamar Abaschidse (1892–1960), georgisch-sowjetische Schauspielerin
- Tamar Amar-Dahl (* 1968), israelisch-deutsche Historikerin
- Tamar Bergman (1939–2016), israelische Schriftstellerin
- Tamar Berutschaschwili (* 1961), georgische Politikerin und Hochschulprofessorin
- Tamar Braxton (* 1977), US-amerikanische R&B-Sängerin
- Tamar Chmiadaschwili (1944–2019), georgische Schachspielerin und -schiedsrichterin
- Tamar Dongus (* 1994), deutsche Fußballspielerin
- Tamar Eshel (1920–2022), israelische Politikerin
- Tamar Halperin (* 1976), israelische Cembalistin und Pianistin
- Thamar Henneken (* 1979), niederländische Schwimmerin
- Tamar Iveri (* 1971), georgische Opernsängerin (Sopran)
- Tamar Mcheidse (1915–2007), georgische Arachnologin
- Tamar Osborn (* um 1978). britische Jazzmusikerin (Baritonsaxophon, weitere Saxophone, Flöten, Bassklarinette, Komposition)
- Tamar Rachum (* 1949), israelische Sopranistin und Gesangspädagogin
- Tamar Radzyner (1927–1991), polnisch-jüdische Lyrikerin, Schriftstellerin und Widerstandskämpferin
- Tamar Rogoff, US-amerikanische Choreografin und Filmemacherin
- Tamar Ross (* 1938), US-amerikanische Professorin für Jüdische Philosophie
- Tamar Schlick (* 1961), US-amerikanische Mathematikerin, die auf dem Gebiet der theoretischen Biologie arbeitet
- Tamar Seideman (* 1959), israelische Chemikerin und Hochschullehrerin
- Tamar Shavgulidze (* 1980), georgische Autorin und Regisseurin
- Tamar Yellin (* 1963), britische Autorin
- Tamar Zandberg (* 1976), israelische Politikerin
- Tamar Ziegler (* 1971), israelische Mathematikerin